# OSS 117 アフリカより愛をこめて
『OSS 117 アフリカより愛をこめて』（オーエスエス117アフリカよりあいをこめて、OSS 117 : Alerte rouge en Afrique noire）は2021年のフランスのスパイ・パロディ映画。
監督はニコラ・ブドス、出演はジャン・デュジャルダンとピエール・ニネなど。
『OSS 117 私を愛したカフェオーレ』（2006年）、『OSS 117 リオデジャネイロ応答なし』（2009年）の続編となる第3作である。
2021年7月に開催された第74回カンヌ国際映画祭のクロージング作品として上映された。
日本では劇場未公開だが、WOWOWで2022年9月1日に放映された。

## キャスト
- ユベール・ボニスール（OSS117）: ジャン・デュジャルダン - フランスのスパイ。現在は内勤。
- セルジュ（OSS1001）: ピエール・ニネ - フランスの若手スパイ。
- ゼフィリン・バンバ: ファトゥ・ンジャエ（フランス語版） - 独裁者の妻。
- ミシュリン・ピアソン: ナターシャ・リンディンガー（フランス語版） - ホテルのコンシェルジュ。
- アルマン・ルシニャック: ウラディミール・ヨルダノフ（フランス語版） - ユベールとセルジュの上司。
- ローラン・ヨタカ: ジル・コーエン（フランス語版） - 元傭兵の密売人。
- バンバ議長: ハビブ・デンベレ（フランス語版） - 独裁者。
- カジミール: イヴァン・フラネク（英語版）

## 製作
2014年11月、ジャン・デュジャルダンはOSS117役をもう一度再び演じることへの興味を公に示した。この映画は2018年2月にデュジャルダンによって公式に発表され、同時に公開予定日が2019年初頭に設定されたことが発表された。当初、監督を再び務める予定だったミシェル・アザナヴィシウスは、脚本家ジャン＝フランソワ・アランとの脚本の内容に関する創造性の違いのために製作に参加しないことを選択した。代わりに、デュジャルダンによるキャラクター造形のファンであるニコラ・ブドスが自身のアイデアを持ってプロデューサーに接触した末に舵取り役に起用された。撮影は2019年11月から2020年2月にかけてフランスとケニアでロケが行われ、室内のシーンはパリのスタジオのサウンドステージで撮影された。前作までと同様に、この映画は『ジェームズ・ボンド』シリーズ、特に『ユア・アイズ・オンリー』と『ネバーセイ・ネバーアゲイン』、そして『インディ・ジョーンズ』シリーズといった、舞台となった時代のポップカルチャーから着想を得ている。
以前『ベル・エポックでもう一度』で組んだことのあるブドスとアン＝ソフィ・ヴェルスネヤンが本作の音楽を作曲し、ヴェルスネヤンはサウンドトラックの主な着想元としてビル・コンティの作品である『ユア・アイズ・オンリー』のサウンドトラックを挙げている。2人は本作の英題と同じタイトルのテーマソング「From Africa With Love」も書いており、この歌はフランスの女性歌手インディ・エカが歌い、デヴィッド・トマシェフスキーがデザインしたオープニングタイトルのシークエンスに添えられており、トマシェフスキーはモーリス・ビンダー、ロバート・ブラウンジョン、ダニエル・クラインマンの作品から着想を得て、ジェームズ・ボンド映画のメインタイトルへのオマージュを捧げている。

## 作品の評価
アロシネによれば、メディアによる32件の評価の平均は5点満点中2.8点となっている。